# 赫瓦贾·艾哈迈德·阿巴斯

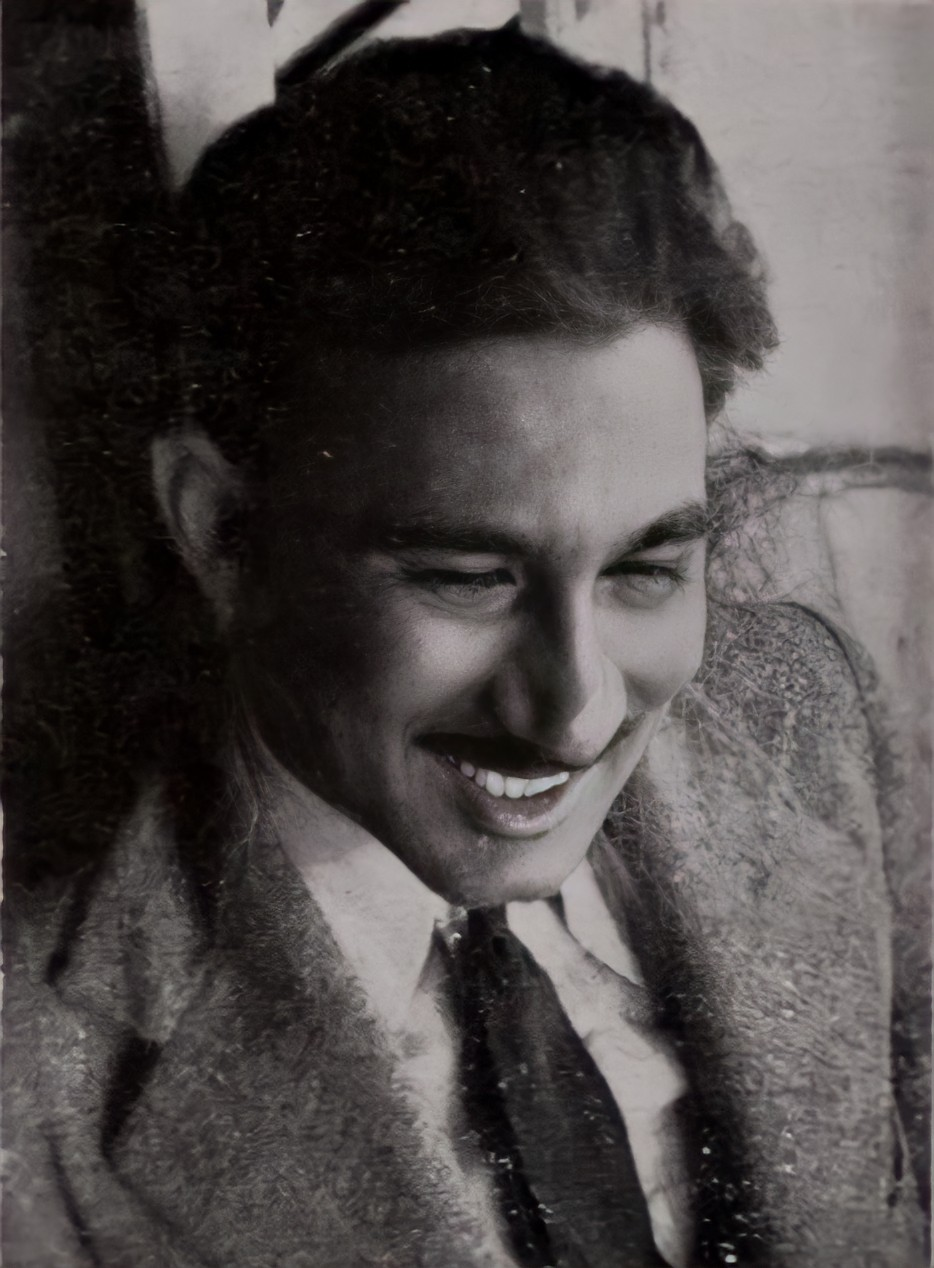
赫瓦贾·艾哈迈德·阿巴斯

赫瓦贾·艾哈迈德·阿巴斯（1914年6月7日 - 1987年6月1日） 是一位印度电影导演、编剧、小说家和记者，他會說乌尔都语、印地语和英语。他曾四次获得印度國家電影獎，此外還获得金棕榈奖以及卡罗维发利国际电影节水晶地球仪奖。1969年，他被印度政府授予莲花士勋章。